# Grenzsteuersatz

Grenzsteuersatzfunktion (allgemeines Beispiel)

Der Grenzsteuersatz (auch: marginaler Steuersatz) ist in der Finanzwissenschaft und in der Steuerlehre ein Steuersatz, der die prozentuale Veränderung der Steuerlast im Verhältnis zur entsprechenden Veränderung der Steuerbemessungsgrundlage um eine zusätzliche Einkommenseinheit beschreibt.

## Allgemeines
Die Wirtschaftswissenschaften kennen viele Komposita wie Grenzertrag, Grenzkosten, Grenznutzen, Grenzpreis oder Grenzprodukt, denen gemeinsam ist, dass es um Veränderung geht, die durch den Einsatz einer weiteren Einheit einer ökonomischen Größe erzielt oder aufgewendet wird. Das ist auch bei dem Grenzsteuersatz der Fall, einem auf dem zusätzlichen Einsatz von Einkommenseinheiten beruhenden Zuwachs der Steuerlast.
Der Grenzsteuersatz zeigt an, welche zusätzliche Steuerschuld aus einer Erhöhung der Steuerbemessungsgrundlage resultiert. Praktische Bedeutung hat der Grenzsteuersatz im Zusammenhang mit progressiven Einkommensteuertarifen, wie sie weltweit (u. a. in Deutschland, Österreich und der Schweiz) Verwendung finden. Dabei ist der Grenzsteuersatz von der Höhe des zu versteuernden Einkommens als Steuerbemessungsgrundlage abhängig. 

## Kennzahlen
Zur Festlegung der Steuerlast werden in Steuergesetzen üblicherweise alternativ drei Steuermaße mit {\displaystyle x} als Bemessungsgrundlage herangezogen:
- Steuerbetrag {\displaystyle T=T(x)},
- Durchschnittssteuersatz {\displaystyle \varnothing t={\frac {T(x)}{x}}} oder
- Grenzsteuersatz {\displaystyle t'(x)={\frac {\mathrm {d} T(x)}{\mathrm {d} x}}}.

Durchschnittssteuersatz und Grenzsteuersatz unterscheiden sich mathematisch durch die mit {\displaystyle \mathrm {d} } symbolisierte Veränderung. Mathematisch handelt es sich beim Grenzsteuersatz um die Ableitung oder den Differentialquotienten.
Eine Änderung der Steuerbemessungsgrundlage hat demnach eine Änderung der Steuerschuld zur Folge. Der Durchschnittssteuersatz gibt entsprechend an, welcher Prozentsatz des gesamten zu versteuernden Einkommens als Steuerbetrag zu zahlen ist. Der Grenzsteuersatz bezieht sich auf die jeweils nächste Einheit der Steuerbemessungsgrundlage und beschreibt damit die Belastung des zusätzlichen Einkommens.
Der höchstmögliche Grenzsteuersatz ist mit dem Spitzensteuersatz identisch.
Durchschnitts- und Grenzsteuersatz verhalten sich zueinander wie folgt:
| Steuertarif          | Verlauf Durchschnittssteuersatz und Grenzsteuersatz                                            | Formel                                    |
| -------------------- | ---------------------------------------------------------------------------------------------- | ----------------------------------------- |
| progressiver Tarif   | Durchschnittssteuersatz und Grenzsteuersatz nehmen mit steigender Steuerbemessungsgrundlage zu | Grenzsteuersatz > Durchschnittssteuersatz |
| proportionaler Tarif | Durchschnittssteuersatz und Grenzsteuersatz sind konstant                                      | Grenzsteuersatz = Durchschnittssteuersatz |
| degressiver Tarif    | Durchschnittssteuersatz und Grenzsteuersatz nehmen mit steigender Steuerbemessungsgrundlage ab | Grenzsteuersatz < Durchschnittssteuersatz |

Die deutsche Umsatzsteuer von 19 % ist beispielsweise ein proportionaler Steuertarif, denn es ist gleichgültig, ob jemand ein Kraftfahrzeug oder mehrere kauft: er zahlt unverändert 19 % Umsatzsteuer. Deshalb ist der Grenzsteuersatz konstant. Ein Einkommensmillionär dagegen zahlt bei der Einkommensteuer den Spitzensteuersatz, so dass alle über dem obersten Grenzwert liegenden Einkommen einen Grenzsteuersatz von 45 % (zuzüglich Soli) aufweisen. Liegt umgekehrt das Einkommen unter dem Grundfreibetrag, ist der Grenzsteuersatz „Null“.

## Inhalt
Der Grenzsteuersatz kommt nur bei Steuerarten zum Einsatz, deren Steuertarife einer Steuerprogression, degressiven oder regressiven Tarifen unterliegen. Bei proportionalen Tarifen ist der Grenzsteuersatz stets unverändert und ohne besondere Aussagekraft. Progressive Tarife führen zu steigenden Grenzsteuersätzen, degressive Tarife weisen sinkende Grenzsteuersätze auf. Degressive, regressive oder fixe Tarife gibt es im deutschen Steuerrecht jedoch nicht.
Bis zur Höhe des Grundfreibetrags ist der Grenzsteuersatz gleich Null, danach erhöht er sich vom Eingangssteuersatz bis zum Spitzensteuersatz. Betrachtet man alle Teile zusammen, so ergibt sich ein Durchschnittssteuersatz, der stets geringer ist als der Grenzsteuersatz.

## Beispiel
Ein lediger und kinderloser Arbeitnehmer verdient ein monatliches zu versteuerndes Einkommen von 4000 Euro, von dem der Arbeitgeber 756 Euro Lohnsteuer im Abzugsverfahren einbehält (durchschnittliche Steuerbelastung: 18,9 %). Nach einer Beförderung beträgt das zu versteuernde Einkommen nunmehr 4100 Euro, wovon 791 Euro Lohnsteuer abgezogen werden. Auf die Gehaltserhöhung von 100 Euro entfallen somit 35 Euro Lohnsteuer, so dass der Grenzsteuersatz für die zusätzlichen 100 Euro im Mittel 35 % beträgt.

## Deutschland

Verlauf des Grenzsteuersatzes (gestrichelte Linien) in Deutschland 2018

Der Verlauf des Grenzsteuersatzes in Deutschland in Abhängigkeit von zu versteuerndem Einkommen ergibt sich aus nebenstehender Grafik für das Jahr 2018 (gestrichelte Linien). Bei einem zu versteuerndem Einkommen von 48.000 € beträgt der Grenzsteuersatz 38,94 %. Das ist der Grenzsteuersatz bei Einzelveranlagung. Bei einem zusammen veranlagten Ehepaar mit dem gleichen gemeinsamen Einkommen beträgt der Grenzsteuersatz nur 28,34 %.
Durch die bis 2003 geltende Rundungsregel, nach der das zu versteuernde Einkommen auf volle 36 Euro abzurunden war, ergaben sich kleine Einkommensstufen. Seit 2004 steigt der Steuerbetrag kontinuierlicher, weil seither auf einen vollen Euro abgerundet wird.
Der Einkommensteuertarif in Deutschland ist grundsätzlich ein linear-progressiver Tarif, der jedoch in zwei Abschnitte unterteilt ist. Dadurch entstehen die beiden im Bild erkennbaren Knicke. Eine Abweichung vom linearen Verlauf bildet zudem die zusätzliche Tarifstufe bei etwa 250.000 Euro mit dem Spitzensteuersatz von 45 % (im Bild nicht sichtbar), auch häufig „Höchststeuersatz“ genannt. Der Tarifverlauf wird häufig kritisiert und eine Verschiebung des Eckwertes am Ende der linearen Progressionszone (42 % bei etwa 55.000 Euro) gefordert. Wie diese Verschiebung konkret aussehen sollte, etwa mit oder ohne Anhebung des Grenzsteuersatzes, ist umstritten.
Für die historische Entwicklung des Grenzsteuersatzes in Deutschland seit 1934 siehe die Tarifgeschichte der Einkommensteuer in Deutschland.

## Österreich

Verlauf des Grenzsteuersatzes (dünne Linien im unteren Diagramm) in Österreich

Die Einkommensteuer in Österreich wird nach einem Stufengrenzsatztarif ermittelt. Der Verlauf des Grenzsteuersatzes in Abhängigkeit vom zu versteuernden Einkommen (zvE) ergibt sich aus nebenstehender Grafik für das Jahr 2016 (unteres Diagramm, dünne rote Linie).
Die Grenzsteuersätze betragen:
- 00 % für Einkommensteile von 00.000 bis 12.948 Euro jährlich,
- 20 % für Einkommensteile von 12.949 bis 20.950 Euro jährlich,
- 30 % für Einkommensteile von 20.951 bis 34.645 Euro jährlich,
- 40 % für Einkommensteile von 34.646 bis 66.744 Euro jährlich,
- 48 % für Einkommensteile von 66.745 bis 99.398 Euro jährlich,
- 50 % für Einkommensteile von 99.399 bis 1.000.132 Euro jährlich,
- 55 % für Einkommensteile über 1.000.132 Euro jährlich.

## Schweiz

Verlauf der Grenzsteuersätze (gestrichelte Linie) in der Schweiz 2012

In der Schweiz wird die Einkommenssteuer gleichzeitig auf Bundes-, Kantons- und Gemeindeebene erhoben. Das nebenstehende Diagramm zeigt den Verlauf der Grenzsteuersätze am Beispiel Zürich ab dem Jahr 2012. Die Grenzsteuersätze sind für jede Ebene und für die Summe als gestrichelte Linie dargestellt.

## Schweden
Schweden praktizierte bis in die 1990er Jahre das Schwedische Modell; andere nordische Länder praktizierten eine ähnliche Politik.

## Wirtschaftliche Aspekte
Der Grenzsteuersatz ist (nur) relevant für die Frage, inwieweit es sich lohnt, das zu versteuernde Einkommen (zvE) zu steigern oder auch (durch Betriebsausgaben, Werbungskosten oder weitere Freibeträge) zu verringern. Da sich der Grenzsteuersatz nur auf das zusätzliche, nicht jedoch auf das gesamte Einkommen bezieht, führt eine Einkommenserhöhung nicht zwangsläufig zu einem geringeren Resteinkommen. Letzteres wäre nur dann der Fall, wenn der Grenzsteuersatz 100 Prozent überschreiten würde.
Neben der reinen Steuerbetragsfunktion gibt es häufig eine Rundungsregel, nach der das zvE und der Steuerbetrag auf bestimmte Beträge gerundet werden. Das führt zu einer Abweichung vom grundsätzlich vorgesehenen Tarifverlauf. Bei sehr grob gestuften Steuertabellen kommt es dadurch zu verzerrenden Effekten, die zum Problem der Reihenfolgeumkehr führen können. Bei modernen Formeltarifen mit Rundung auf einen vollen Euro kann man diesen Effekt praktisch vernachlässigen.

## Abgrenzungen
Auch Eingangs- und Spitzensteuersatz sind Grenzsteuersätze. Der Eingangssteuersatz bezieht sich auf den Einkommensteil unmittelbar oberhalb des Grundfreibetrages. Der Spitzensteuersatz gilt für den Einkommensteil über dem obersten tariflich festgelegten Einkommenseckwert und bleibt von da an gleich.
Abzugrenzen ist der Grenzsteuersatz vom Eingangssteuersatz und vom Spitzensteuersatz. Bei einem progressiven Tarif liegt der Grenzsteuersatz über dem Durchschnittssteuersatz, bei einem proportionalen Tarif sind beide identisch. Der Eingangssteuersatz ist der Anteil, den jemand vom ersten zu versteuernden Euro oberhalb der Nullzone als Einkommensteuer abführen muss. Der Durchschnittssteuersatz nähert sich mit steigendem Einkommen dem Spitzensteuersatz (asymptotisch) immer mehr an, oberhalb des Spitzensteuersatzes und unterhalb des Grundfreibetrages ist der Grenzsteuersatz „Null“.